# Slobozia (Dnister)

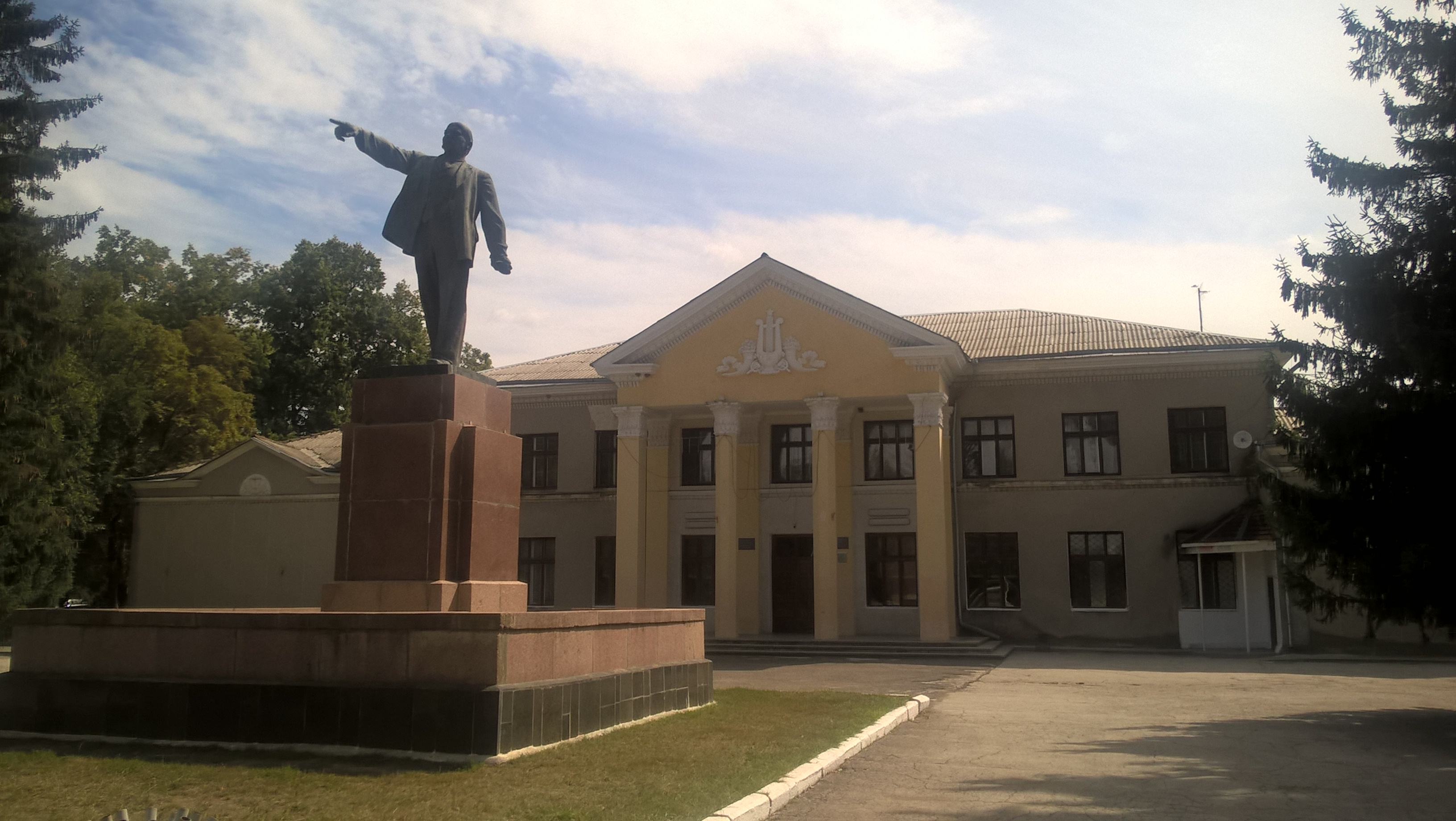

Slobozia (ukrainisch, russisch Слободзея Slobodseja, rumänisch Slobozia) ist eine Stadt am Fluss Dnister im südlichen Transnistrien. Sie ist Verwaltungshauptstadt des nach ihr benannten Rajons und hat etwa 17.780 Einwohner (Stand: 1. Januar 2005), die sich überwiegend aus Moldauern und Russen zusammensetzen.
Die Ortschaft wurde erstmals Ende des 17. Jahrhunderts erwähnt und hat seit 2002 offiziellen Stadtstatus. Die heutige Stadt geht auf die ehemals selbstständigen Ortschaften Slobodseja Russkaja und Slobodseja Moldawskaja zurück, die 1972 zu einer einzelnen Gemeinde zusammengelegt wurden. Historisch war der nördliche Teil (Moldawskaja) hauptsächlich von ethnischen Moldauern bewohnt, während der südliche Teil (Russkaja) von Russen bewohnt war. Beide Siedlungen waren im Laufe des 20. Jahrhunderts zusammengewachsen und die Trennung nach ethnischen Gruppen verwischt. Das heutige Stadtzentrum mit Rathaus und den meisten Geschäften befindet sich im ehemals moldauischen Teil der Siedlung, aber auch der südliche, ehemals russische Stadtteil, verfügt über einen eigenen Ortskern.